# Hitomi Yoshizawa
Hitomi Yoshizawa (吉澤 ひとみ, Yosizawa Hitomí) recém-formada do grupo de JPop Morning Musume Hello! Project. É a atual líder da equipe de futsal "Gatas Brilhantes H.P."

## Biografia
Hitomi Yoshizawa se tornou parte do Morning Musume, em 2000, como membro da quarta geração, juntamente com Rika Ishikawa, Nozomi Tsuji e Ai Kago, fazendo sua primeira aparição no décimo single da banda: "Happy Summer Wedding" (ハッピーサマーウェディング). Yossie como é chamada, foi uma das integrantes do Morning Musume a passar o maior tempo junto ao grupo. Foram 7 anos.
No começo, ela ganhou uma reputação como o membro "tomboyish" (masculinizada) do grupo por sua voz, hábitos e hobbies. Seu primeiro papel era cantar uma música para o single "Mr.Moonlight ~ Ai No Big Band ~" (2001), onde ela iria fez um personagem galante. Isso só aumentou a especulação sobre o seu lado masculino. No entanto, como se acredita, ela poderia ter deixado de fazer o papel.
Em abril de 2005, depois da renúncia repentina e inesperada feita por Mari Yaguchi para liderança do Morning Musume, Yoshizawa, (por ter se tornado a membro mais velha) foi a primeira escolha para substituí-la do cargo de líder. Após a graduação Rika Ishikawa, em maio de 2005, Yoshizawa se tornou o último membro de sua geração.
Yoshizawa é também capitã da equipe de futsal do Hello! Project "Gatas Brilhantes H.P." e conseguiu obter a sua equipe vencedora em muitas ocasiões. Em 6 de maio de 2007 Yoshizawa graduou-se do Morning Musume deixando a liderança para Miki Fujimoto, apos a saída de Miki Fujimoto, a liderança passou a ser da Ai Takahashi, e a sub-líder Risa Niigaki.
Ela já formou um grupo da Hello! Project chamado "Ongaku Cats" onde novamente vemos Hitomi, Asami Konno, Rika Ishikawa e também com a menos conhecida várias garotas, incluindo algumas H!P Eggs. Bem, dizendo que o single será lançado em 12 de setembro e elas tinham uma apresentação no décimo concerto de aniversário, e que a música Nari Hajimeta Koi no BELL música tema para Dralion Cirque Du Soleil. Lançando 3 singles e 1 álbum juntamente com o Ongaku Cats.
Mas este ano Hitomi Yoshizawa e Rika Ishikawa retorna com um novo álbum chamado Hangry & Angry (ハングリー と アン グリー). Dupla formada para promover uma famosa grife de roupas com o mesmo nome (Hangry & Angry), e lançando um Mini- Álbum "Kill Me, Kiss Me" e seu 1º álbum de estúdio "Sadistic Dance".

## Ver Também
- Hello! Project
- Morning Musume
- Hangry & Angry
- Rika Ishikawa
- Erina Mano
- Asami Konno